# الحكامية (عبس)

تعديل مصدري - تعديل

الحكامية هي إحدى قرى عزلة بني حسن بمديرية عبس التابعة لمحافظة حجة، بلغ تعداد سكانها 31 نسمة حسب تعداد اليمن لعام 2004.